# Divertimento per violino, viola e violoncello in mi bemolle maggiore K 563
Il divertimento per violino, viola e violoncello in mi bemolle maggiore (K. 563) è un trio per archi composto da Wolfgang Amadeus Mozart nel 1788, anno nel quale ha completato le sue ultime tre sinfonie  e il concerto dell'incoronazione. È l'unico trio originale per violino, viola e violoncello composto da Mozart ed è differente rispetto agli altri divertimenti dello stesso autore.

## Composizione
La composizione è stata completata a Vienna il 27 settembre 1788 ed è dedicata a Michael von Puchberg, un massone che aveva prestato dei soldi a Mozart. La prima esecuzione si è tenuta a Dresda il 13 aprile 1789, con Anton Teyber al violino, Mozart alla viola e Antonín Kraft al violoncello. All'epoca Mozart era impegnato in una tournée in svariate città tedesche, in direzione di Berlino.
Il divertimento è strutturato in sei movimenti:
1. Allegro – in forma sonata
2. Adagio – in forma sonata
3. Minuetto – in forma ternaria A–B–A
4. Andante – tema con quattro variazioni
5. Minuetto – con due differenti trii (A–B–A–C–A)
6. Allegro – rondò-sonata

Una tipica esecuzione dura 41-50 minuti.

## Critica
Il musicologo Alfred Einstein definisce il Divertimento K. 563 "una delle composizioni più nobili" di Mozart. Esso mantiene il formato in sei movimenti tipico dei divertimenti mozartiani, ma non condivide con essi la luminosità di toni:
(Alfred Einstein)